# Рид-колледж
Рид-колледж (англ. Reed College) — частный гуманитарный университет в г. Портленд, штат Орегон, США. Основан в 1908 году. Назван в честь мецената Симеона Гарнетт Рида и его жены Аманды Рид. В 2012 году в рейтинге U.S. News & World Report Рид-колледж занял 57-е место среди 266 гуманитарных вузов США. В 2006 году журнал Newsweek назвал Рид-колледж одним из 25 элитных вузов «новой Лиги плюща».

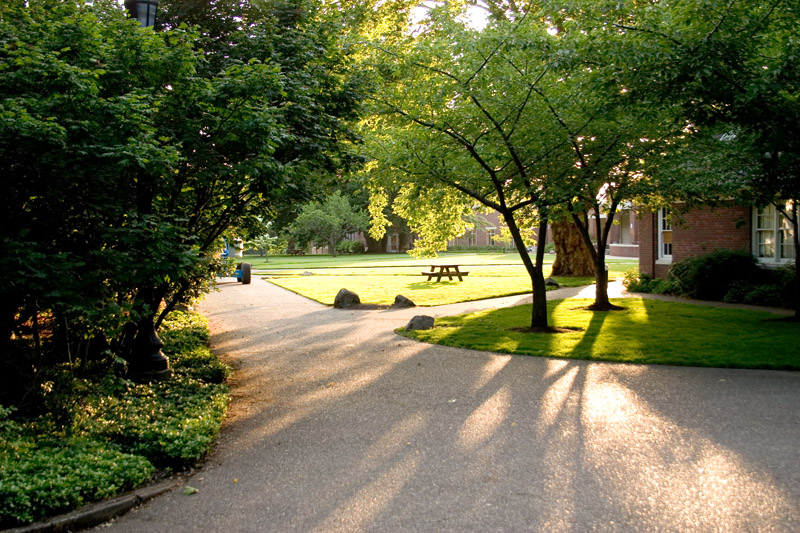
Кампус Рид-колледжа

## История
Рид-колледж был основан в 1908 году и провел свои первые слушания в 1911 году. Рид-колледж назван в честь мецената Симеона Ганнетта Рида и его жены Аманды. Симеон владел транспортной фирмой на р. Колумбия и к концу жизни скопил состояние, распорядиться которым он завещал жене.

…отдать некоторую часть моей собственности на благотворительные начала или на взращение, преподавание или развитие изящных искусств в городе Портленде, или же на другие подобного рода дела, которые да будут иметь ценность неприходящую и красить город и — умом, процветанием и счастьем, — его жителей.
Оригинальный текст (англ.)…devote some portion of my estate to benevolent objects, or to the cultivation, illustration, or development of the fine arts in the city of Portland, or to some other suitable purpose, which shall be of permanent value and contribute to the beauty of the city and to the intelligence, prosperity, and happiness of the inhabitants.

Первым президентом Рид-колледжа (1910—1919) был Уильям Труфант Фостер, бывший профессор Бэйтс колледжа и Боудин-колледжа в штате Мэн.
Колледж ставит целью обеспечить «более гибкий, индивидуальный подход к строгому гуманитарному образованию».

## Репутация
С 1960-х годов Рид-колледж имел репутацию терпимого к употреблению наркотиков и алкоголя. Сотрудники Yale Daily News отмечают ощущение вседозволенности среди студентов: считается, что наркотики здесь разрешены в индивидуальном порядке: только если их использование не навязывается кому-либо ещё.
В США колледж считается прогрессивистским.

## Студенческая жизнь

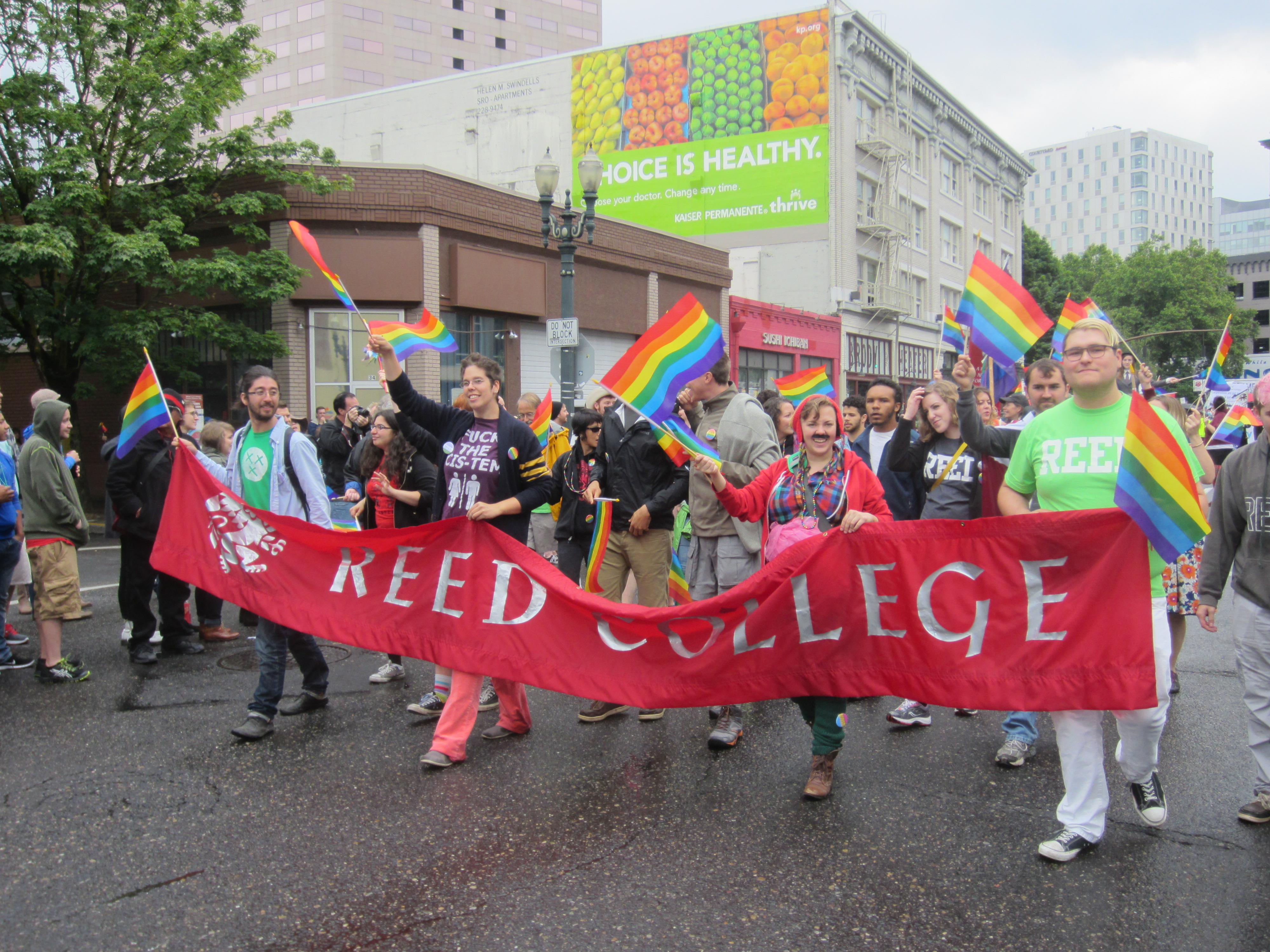
Контингент Рид-колледжа на гей-параде в Портленде

| Афроамериканцы                | 4.5 %  |
| Азиаты                        | 10.3 % |
| Жители Тихоокеанских островов | 0.4 %  |
| Латиноамериканцы              | 9.2 %  |
| Коренные американцы           | 2.4 %  |
| Другие                        | 8.2 %  |
| Белые                         | 58.3 % |
| Н/д                           | 6.7 %  |
| Женщины                       | 53.4 % |
| Мужчины                       | 46.6 % |

### Талисман
Грифон — официальный талисман (mascot) колледжа. В мифологии грифон обыкновенно тянет солнечную повозку; в 32 песне «Комедии» Данте грифон ассоциируется с Древом познания. Грифон был изображён на первом гербе колледжа и теперь занимает место на официальной печати.

### Цвет
Геральдический цвет колледжа — ярко-алый цвет розы Ричмонда. Со временем эта традиция потускнела, и теперь официальные бумаги оформляются в тонах коричневого. Образец пресловутого цвета — атласные ленты, которыми сертификаты крепятся к диплому.

### Гимн
Песня колледжа, «Fair Reed» (с англ. — «Рид Честной»), сочинена на популярную мелодию 1912-го «Believe Me, if All Those Endearing Young Charms» (с англ. — «Поверь Мне, Если Юность Их Тебе Мила»). Возможно, это отсылка к «Fair Harvard» (с англ. — «Гарвард Честной»), также напетую под «Believe Me, if All Those Endearing Young Charms». Слова были написаны Уильямом Т. Фостером время спустя после основания университета мисс Рид и сегодня почти забыты.
Неофициальный гимн (Alma Mater) Рида, «Epistemology Forever» (с англ. — «Эпистемология Навсегда») поётся на музыку «The Battle Hymn of the Republic» (с англ. — «Боевой Гимн Республики», известная патриотическая песня в США), поется с 1950-х.

### Прозвища
Студенты и выпускники Рида называли себя «Reedites» в ранние годы колледжа. Кличка заменила себя другой — «Reedie», после Второй мировой войны. Внутри колледжа поступающих называют «Prospies» (от prospective).

### Фольклор
Неофициальный девиз университета — «Communism, Atheism, Free Love» (с англ. — «Коммунизм, Атеизм, Свободная Любовь») — может быть найден в Reed College Bookstore (с англ. — «Книжный магазин Рид-колледжа») на толстовках, футболках и других сувенирах. Это ирония с отсылкой на нонконформизм, которую университетское общество прявляло в 1920-х. Выступления Уильяма Т. Фостера против вступления США во Первую мировую войну, поддержка колледжем феминизма, проявление верности идеалам социализма (речь приглашенного лидера Социалистической партии на темы возможного влияния октябрьской революции, против милитаризма, за эмансипацию женщин) и общий для университета тезис равенства религий — всё это сформировало соответствующее общественное мнение о колледже.
Пародийная печать колледжа менялась с годами. В оригинале грифон держал в лапах серп и молот. Позже создание обзавелось боксёрскими перчатками.
Один из неофициальных символов Рида — сова Дойль, грубо вырезанная 280-фунтов (130 кг) бетонная статуя, которая неоднократно похищалась с 1919 года. Оригинальная сова Дойль (изначально «House F Owl» (англ. Сова Корпуса F) по названию общежития House F, затем переименованного в House Doyle (с англ. — «Корпус Дойля») была садовой скульптурой из окрестностей, которую в розыгрыш похитили квартиранты корпуса F (продаётся футболка с фотографией студентов вокруг первой совы). Со статуей связано так много фольклорных мотивов, что в 1983 темой выпускного сочинения была устная история совы. Настоящая сова была уничтожена неизвестно давно, и статуя перед общежитием — 13-я (±11, как также говорят студенты) её копия. Сейчас только одна сова представлена публике.